# Eric Fonoimoana
Eric Fonoimoana (* 7. června 1969 Manhattan Beach, Kalifornie) je bývalý americký plážový volejbalista samojského původu. Spolu s Dainem Blantonem získal zlatou medaili na Letních olympijských hrách 2000 v Sydney. Jeho profesionální kariéra trvala šestnáct let a zúčastnil se více než dvou set turnajů. V letech 1998 až 2004 vyhrál každý rok alespoň jeden turnaj. V roce 2002 ho Asociace volejbalových profesionálů zvolila hráčem roku. Celkově si plážovým volejbalem vydělal více než milion dolarů.
Je absolventem sociologie na Kalifornské univerzity v Santa Barbaře. Pracuje jako realitní agent, věnuje se charitativní činnosti a trénuje mladé volejbalisty.
Jeho starší sestra Lelei Fonoimoana startovala v roce 1976 na olympiádě jako plavkyně.